# 岸史子
岸史子（きし ふみこ、1980年3月31日 - ）は、島根県出身のファッションモデル。テンカラット所属。以前は岡崎事務所に所属していた。
趣味は陶芸。

## 出演歴

### CM
- P&G ファブリーズ 『ハッピーファブリック篇』
- 花王 『ハミングフレア』
- リクルート AB ROAD
- HONDA 『HR-V』
- 日立グループ企業広告
- 仙台国際ホテル 企業広告
- 日本生命保険 生きるチカラ『タイポグラフィー』

### スチル
- 日本マクドナルド web
- シェラトン舞浜
- GAGAギャガ・コミュニケーションズ 英会話スクール
- マスターフーズ 「犬用歯磨きガム」
- POKER FACE
- Fin ポスター
- 富士フイルム

### 雑誌
- 『OZ Magazine』スターツ出版
- 『日経ウーマン』日経BP出版
- 『nina's』祥伝社
- 『an・an』マガジンハウス
- 『non-no』集英社
- 『steady.』宝島社
- 『mini』宝島社
- 『spring』宝島社
- 『CUTiE』宝島社
- 『saita』セブン&アイ出版
- 『美しい着物』アシェット婦人画報社

### ミュージック・ビデオ
- こいのうた（GO!GO!7188）

### その他
- JFW 「'08 S/S collection」 ショー